# NGC 7409
NGC 7409 ist eine Linsenförmige Galaxie vom Hubble-Typ SB0 im Sternbild Pegasus am Nordsternhimmel. Sie ist schätzungsweise 307 Millionen Lichtjahre von der Milchstraße entfernt und hat einen Durchmesser von etwa 55.000 Lj.
Im selben Himmelsareal befinden sich u. a. die Galaxien NGC 7411 und NGC 7415.
Das Objekt wurde am 20. September 1863 von Albert Marth entdeckt.